# Gobionellus
Gobionellus  es un género de peces de la familia de los Gobiidae en el orden de los perciformes.

## Especies
- Gobionellus atripinnis (Gilbert & Randall, 1979)
- Gobionellus comma (Gilbert & Randall, 1979)
- Gobionellus daguae (Eigenmann, 1918)
- Gobionellus liolepis (Meek & Hildebrand, 1928)
- Gobionellus microdon (Gilbert, 1892)
- Gobionellus munizi (Vergara R., 1978)
- Gobionellus mystax (Ginsburg, 1953)
- Gobionellus occidentalis (Boulenger, 1909)
- Gobionellus oceanicus (Pallas, 1770)
- Gobionellus phenacus (Pezold & Lasala, 1987)
- Gobionellus stomatus (Starks, 1913)
- Gobionellus thoropsis (Pezold & Gilbert, 1987